# Oberflächengradient
In der Vektoranalysis bezeichnet der Oberflächengradient einen Differentialoperator ähnlich dem Gradienten. Dabei wird der Gradient entlang einer Fläche gebildet.

## Definition
Für eine Fläche {\displaystyle S} in einem Skalarfeld {\displaystyle u} wird der Oberflächengradient definiert als
{\displaystyle \nabla _{S}u=\nabla u-(\mathbf {\hat {n}} \cdot \nabla u)\mathbf {\hat {n}} }.
Dabei bezeichnet {\displaystyle \mathbf {\hat {n}} } den Normaleneinheitsvektor an die Fläche. Der Oberflächengradient stellt also den gewöhnlichen Gradienten ohne den zur Fläche normalen Anteil dar. Er ist daher tangential zur Fläche.
Der Oberflächengradient kann auch als orthogonale Projektion des Gradienten auf die Fläche interpretiert werden.
In der Tensoranalysis wird der Oberflächengradient oft definiert als:
{\displaystyle \nabla _{s}=P\cdot \nabla }
mit dem Flächenprojektionstensor {\displaystyle P}.
Man kann diesen Gradienten jedoch auch allgemeiner definieren.
Sei {\displaystyle \phi } ein Skalarfeld. Man wendet das tangentiale Vektorfeld {\displaystyle \nabla _{(\sigma )}\phi } mit einem Skalarprodukt an einen beliebigen Vektor {\displaystyle \mathbf {c} } an, dann ist der Oberflächengradient eines Skalarfeldes wie folgt definiert:
{\displaystyle \nabla _{(\sigma )}\phi \cdot \mathbf {c} :=\lim _{s\to 0}{\frac {1}{s}}\left\{\phi \left(y^{1}+sc^{1},y^{2}+sc^{2}\right)-\phi \left(y^{1},y^{2}\right)\right\}}
Sei {\displaystyle \mathbf {v} } ein räumliches Feld und sei {\displaystyle \nabla _{(\sigma )}\mathbf {v} } ein Tensorfeld 2. Stufe. Dann transformiert dieses Tensorfeld ein beliebiges tangentiales Vektorfeld {\displaystyle \mathbf {c} } in allen Punkten auf der Oberfläche und der Oberflächengradient eines räumlichen Feldes ist folgendermaßen definiert:
{\displaystyle \nabla _{(\sigma )}\mathbf {v} \cdot \mathbf {c} :=\lim _{s\to 0}{\frac {1}{s}}\left[\mathbf {v} \left(y^{1}+sc^{1},y^{2}+sc^{2}\right)-\mathbf {v} \left(y^{1},y^{2}\right)\right]}
Sei {\displaystyle \mathbf {A} } ein Tensorfeld 2. Stufe und sein {\displaystyle \nabla _{(\sigma )}\mathbf {A} } ein Tensorfeld 3. Stufe. Dann transformiert dieses Tensorfeld ein beliebiges tangentiales Vektorfeld {\displaystyle \mathbf {c} } in allen Punkten auf der Oberfläche und der Oberflächengradient eines Tensorfeldes 2. Stufe ist folgendermaßen definiert:
{\displaystyle \nabla _{(\sigma )}\mathbf {A} \cdot \mathbf {c} :=\lim _{s\to 0}{\frac {1}{s}}\left[\mathbf {A} \left(y^{1}+sc^{1},y^{2}+sc^{2}\right)-\mathbf {A} \left(y^{1},y^{2}\right)\right]}